# Бахилы (сапоги)

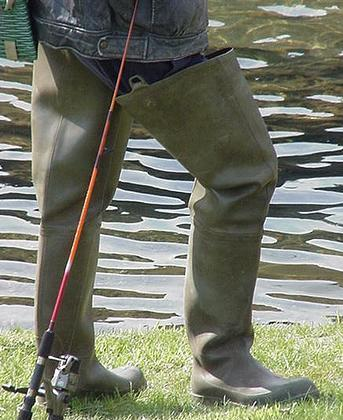
Рыбак в бахилах.

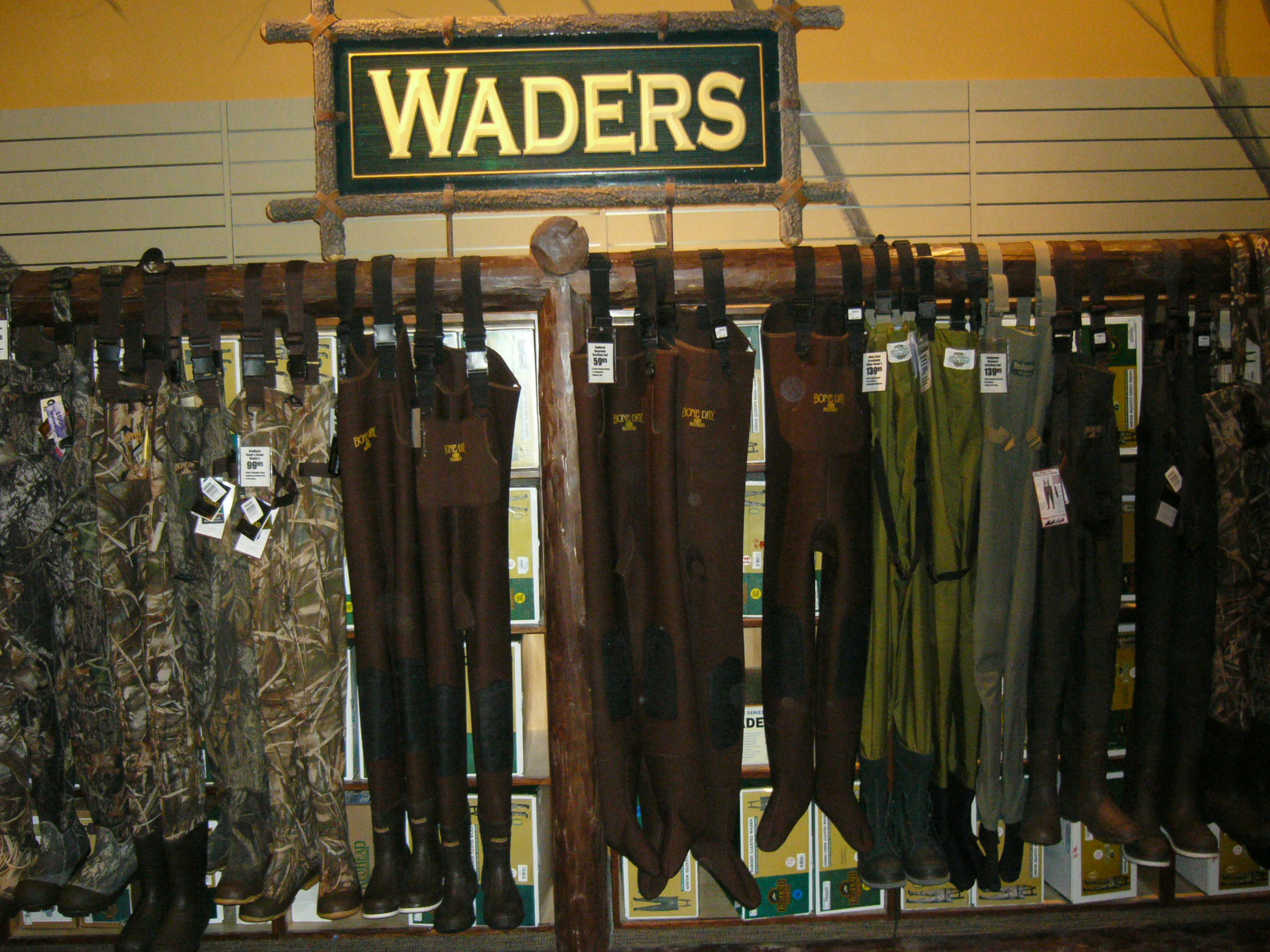
Резиновые бахилы в магазине

Бахи́лы (бро́дни, бродаки́, боло́тники) — сапоги с голенищами на помочах предназначенные для передвижения в толще воды, по льду, в заболоченных местностях и т. п. Они изготавливаются из резины, брезента, а также из кожи, в частности, юфти. Обычно бахилы прикрепляются к поясу или завязываются за поясной ремень. Как правило, бахилы используются рыбаками и охотниками. Рыбацкие бахилы обладают очень длинными, закрывающими бедро голенищами и используются в том числе на зимней рыбалке. Голенища охотничьих бахил не доходят до колен. Также бахилы носят работники торфоразработок и сплавщики.

## История
Исторически в России бахилы использовались рыбаками (рыбацкие бахилы представляли собой сапоги с высокими голенищами на помочах), крестьянами и судовщиками (корабелами?). Традиционные русские кожаные бахилы представляли собой сапоги с высокими пришивными голенищами, обладавшие петельками и помочами для закрепления на поясе. Они изготавливались из краснодубного[какого?] барана старше двух лет и подшивались без подъёма и пятки. Бахилы служили рабочей обувью на Русском Севере и в Сибири. Крупным центром производства рыбацких бахил был Осташков (Тверская губерния), славившиеся далеко за пределами губернии и носившие название «осташи». Такие бахилы были выворотные, на гвоздях, голенищи доходили выше колена.
В ряде мест термином «бахилы» обозначалась берестяная обувь: туфли, полусапожки и сапоги. Так, в Псковщине термином «бахилы» назывались башмаки, сплетённые из бересты, с голенищами несколько выше щиколоток.
В СССР в 1950-е годы бахилы изготовлялись из мягкой кожи (яловой или лошадиной) растительного или хромово-растительного дубления, т. н. мостовья. Они выпускались трёх размеров: в высоту соответственно 140, 150 и 13 см (последние назывались полубахилами, и в свою очередь выпускались шести размеров (в см): 126, 117, 106, 97, 88 и 80).